# Albert R. Broccoli
Albert Romolo "Cubby" Broccoli, CBE (5. april 1909 – 27. juni 1996) var en amerikansk filmproducent, der gennem sin lange karriere producerede over 40 film, hvoraf de fleste blev produceret i Storbritannien. Sammen med Harry Saltzman producerede han de ikoniske James Bond-film fra 1962. De stiftede også sammen EON Productions og holdingselskabet Danjaq.
Broccoli vandt i 1981 en Irving G. Thalberg Memorial Award, en slags "æres-Oscar".

## Filmografi

### Producer med Harry Saltzman
- Dr. No (1962)
- From Russia with Love (1963)
- Goldfinger (1964)
- You Only Live Twice (1967)
- On Her Majesty's Secret Service (1969)
- Diamonds Are Forever (1971)
- Live and Let Die (1973)
- The Man with the Golden Gun (1974)

### Executive producer med Harry Saltzman
- Thunderball (1965) (produced by Kevin McClory)

### Producer (solo)
- The Red Beret (1953)
- Fire Down Below (1957)
- The Trials of Oscar Wilde (1960)
- Jazz Boat (1960)
- Call Me Bwana (1963)
- Chitty Chitty Bang Bang (1968)
- The Spy Who Loved Me (1977)
- Moonraker (1979)
- For Your Eyes Only (1981)
- Octopussy (1983)

### Producer med Michael G. Wilson
- A View to a Kill (1985)
- The Living Daylights (1987)
- Licence to Kill (1989)

### Konsulterende producer
- GoldenEye (1995) (krediteret som vært)

### Gæsteoptræden
- Fire Down Below (1957) – Drug smuggler
- Moonraker (1979) – Turist i Venedig med kone Dana Broccoli